# Koh-Lanta: La venganza del héroe
Koh-Lanta: La venganza del héroe fue un reality show francés, esta es la 3.ra temporada especial del reality show francés Koh-Lanta, transmitido por TF1 y producido por Adventure Line Productions. Fue conducido por Denis Brogniart y se estrenó el 6 de abril de 2012 y finalizó el 1 de junio de 2012. Esta temporada fue grabado en Camboya, específicamente en el archipiélago de Koh Rong y contó con 16 participantes. Bertrand es quien ganó esta temporada y así obtuvo como premio € 100.000.
Esta tercera temporada especial contó con 16 participantes divididos en 2 tribus; la primera es la tribu Nekmao representada por el color rojo y la segunda es Klahan representada por el color amarillo. Esta temporada duró 23 días.

## Equipo del Programa
- Presentadores: Denis Brogniart lidera las competencias por equipos y los consejos de eliminación.

## Participantes
| Participante                          | Edad | Tribu Original | Tribu Fusionada             | Resultado Final              |
| ------------------------------------- | ---- | -------------- | --------------------------- | ---------------------------- |
| Bertrand Bolle Piloto de helicóptero. | 36   | Klahan         | Unificada                   | Ganador de Koh-Lanta         |
| Claude Dartois Chofer.                | 32   | Nekmao         | Unificada                   | 2.° lugar de Koh-Lanta       |
| Maud Garnier Organizadora de eventos. | 35   | Klahan         | Unificada                   | 14.ta Eliminada de Koh-Lanta |
| Coumba Baradji Parvularia.            | 29   | Nekmao         | Unificada                   | 13.ra Eliminada de Koh-Lanta |
| Patrick Merle Tintorero.              | 42   | Nekmao         | Unificada                   | 12.do Eliminado de Koh-Lanta |
| Guénaëlle Biras Directora Artística.  | 36   | Nekmao         | Unificada                   | 11.da Eliminada de Koh-Lanta |
| Moussa Niangane Emprendedor.          | 30   | Klahan         | Unificada                   | 10.mo Eliminado de Koh-Lanta |
| Teheiura Teahui Cocinero.             | 33   | Nekmao         | Unificada                   | 9.no Eliminado de Koh-Lanta  |
| Wafa El Mejjad Profesora de Boxeo.    | 28   | Klahan         | Unificada                   | 8.va Eliminada de Koh-Lanta  |
| Freddy Boucher Ingeniero.             | 27   | Klahan         | Unificada                   | 7.mo Eliminado de Koh-Lanta  |
| Francis Bordas Jubilado.              | 66   | Klahan         | Unificada                   | 6.to Eliminado de Koh-Lanta  |
| Patricia Morel Camionera.             | 37   | Klahan         |                             | 5.ta Eliminada de Koh-Lanta  |
| Isabelle Da Silva Comerciante.        | 38   | Klahan         | 4.ta Eliminada de Koh-Lanta |                              |
| Nicolas Roy Gerente de ventas.        | 40   | Nekmao         | 3.er Eliminado de Koh-Lanta |                              |
| Marine Plissoneau Auxiliar de vuelo.  | 37   | Nekmao         | 2.da Eliminada de Koh-Lanta |                              |
| Fabienne Lefebvre-Trehoux Parvularia. | 47   | Nekmao         | 1.ra Eliminada de Koh-Lanta |                              |

## Participantes en temporadas anteriores
| Participante      | Año  | Temporada                          | Resultado       |
| ----------------- | ---- | ---------------------------------- | --------------- |
| Bertrand Bolle    | 2008 | Koh-Lanta: Caramoan                | 15.to Eliminado |
| Claude            | 2010 | Koh-Lanta: Vietnam                 | 2.° lugar       |
| Maud Garnier      | 2002 | Koh-Lanta: Nicoya                  | 12.da Eliminada |
| Coumba Baradji    | 2005 | Koh-Lanta: Nicoya                  | 11.er Eliminada |
| Coumba Baradji    | 2010 | Koh-Lanta: El choque de los héroes | 11.er Eliminada |
| Patrick Merle     | 2002 | Koh-Lanta: Nicoya                  | 2.° lugar       |
| Guénaëlle Biras   | 2001 | Los Aventureros de Koh-Lanta       | 2.° lugar       |
| Moussa Niangane   | 2003 | Koh-Lanta: Bocas del Toro          | 15.to Eliminado |
| Teheiura Teahui   | 2011 | Koh-Lanta: Raja Ampat              | 2.° lugar       |
| Wafa              | 2010 | Koh-Lanta: Vietnam                 | 16.ta Eliminada |
| Freddy Boucher    | 2009 | Koh-Lanta: Palaos                  | 9.to Eliminado  |
| Freddy Boucher    | 2010 | Koh-Lanta: El choque de los héroes | 2.° lugar       |
| Francis Bordas    | 2005 | Koh-Lanta: Pacifico                | 2.° lugar       |
| Patricia Morel    | 2011 | Koh-Lanta: Raja Ampat              | 14.ta Eliminada |
| Isabelle Da Silva | 2009 | Koh-Lanta: Palaos                  | 16.ta Eliminada |
| Nicolas Leoni     | 2002 | Koh-Lanta: Nicoya                  | 2.° lugar       |
| Marine            | 2010 | Koh-Lanta: Vietnam                 | 11.ra Eliminada |
| Fabienne Lefebvre | 2009 | Koh-Lanta: Palaos                  | 15.ta Eliminada |

## Desarrollo

### Competencias
| Episodio | Emisión             | Bienestar                | Inmunidad     | Eliminado | Salida |
| -------- | ------------------- | ------------------------ | ------------- | --------- | ------ |
| 1        | 6 de abril de 2012  |                          | Klahan        | Marine    | Día 3  |
| 2        | 13 de abril de 2012 | Nekmao                   | Klahan        | Nicolas   | Día 6  |
| 3        | 20 de abril de 2012 | Nekmao                   | Nekmao        | Isabelle  | Día 8  |
| 4        | 27 de abril de 2012 | Nekmao                   | Freddy        | Francis   | Día 11 |
| 5        | 4 de mayo de 2012   | Zandi / Bertrand         | Bertrand      | Freddy    | Día 14 |
| 6        | 11 de mayo de 2012  | Claude                   | Teheiura      | Wafa      | Día 16 |
| 7        | 18 de mayo de 2012  | Teheiura                 | Claude        | Teheiura  | Día 19 |
| 8        | 26 de mayo de 2012  | Claude                   | Bertrand      | Guénaëlle | Día 21 |
| Episodio | Emisión             | Mensajes de prueba       | Consejo final | Ganador   | Salida |
| 9        | 1 de junio de 2012  | Maud / Claude / Bertrand | Claude        | Bertrand  | Día 23 |

### Jurado Final
| Participante | Puesto      | Vota por |
| ------------ | ----------- | -------- |
| Patricia     | 1° Miembro  | Bertrand |
| Francis      | 2° Miembro  | Bertrand |
| Freddy       | 3° Miembro  | Bertrand |
| Wafa         | 4° Miembro  | Bertrand |
| Teheiura     | 5° Miembro  | Bertrand |
| Moussa       | 6° Miembro  | Bertrand |
| Guénaëlle    | 7° Miembro  | Bertrand |
| Patrick      | 8° Miembro  | Bertrand |
| Coumba       | 9° Miembro  | Claude   |
| Maud         | 10° Miembro | Bertrand |

## Estadísticas Semanales
| Participante | Episodio  | Episodio  | Episodio  | Episodio  | Episodio  | Episodio  | Episodio  | Episodio  | Episodio  |
| Participante | 1         | 2         | 3         | 4         | 5         | 6         | 7         | 8         | 9         |
| ------------ | --------- | --------- | --------- | --------- | --------- | --------- | --------- | --------- | --------- |
| Bertrand     | Gana      | Gana      | Salvado   | Salvado   | Inmune    | Salvado   | Salvado   | Inmune    | Ganador   |
| Claude       | Salvado   | Salvado   | Gana      | Salvado   | Salvado   | Salvado   | Inmune    | Salvado   | 2°.Lugar  |
| Maud         | Gana      | Gana      | Salvada   | Salvada   | Salvada   | Salvada   | Salvada   | Salvada   | Eliminada |
| Coumba       | Salvada   | Salvada   | Gana      | Salvada   | Salvada   | Salvada   | Salvada   | Salvada   | Eliminada |
| Patrick      | Salvado   | Salvado   | Gana      | Salvado   | Salvado   | Salvado   | Salvado   | Salvado   | Eliminado |
| Guénaëlle    | Salvada   | Salvada   | Gana      | Salvada   | Salvada   | Salvada   | Salvada   | Eliminada |           |
| Moussa       | Gana      | Gana      | Salvado   | Salvado   | Salvado   | Salvado   | Salvado   | Eliminado |           |
| Teheiura     | Salvado   | Salvado   | Gana      | Salvado   | Salvado   | Inmune    | Eliminado |           |           |
| Wafa         | Gana      | Gana      | Salvada   | Salvada   | Salvada   | Eliminada |           |           |           |
| Freddy       | Gana      | Gana      | Salvado   | Inmune    | Eliminado |           |           |           |           |
| Francis      | Gana      | Gana      | Salvado   | Eliminado |           |           |           |           |           |
| Patricia     | Gana      | Gana      | Salvada   | Eliminada |           |           |           |           |           |
| Isabelle     | Gana      | Gana      | Eliminada |           |           |           |           |           |           |
| Nicolas      | Salvado   | Eliminado |           |           |           |           |           |           |           |
| Marine       | Eliminada |           |           |           |           |           |           |           |           |
| Fabienne     | Eliminada |           |           |           |           |           |           |           |           |

- Simbología
- Competencia en Equipos (Día 1-10)

     El participante pierde junto a su equipo pero no es eliminado.
     El participante gana junto a su equipo y continua en competencia.
     El participante pierde junto a su equipo y posteriormente es eliminado.
     El participante pierde el reto de eliminación y es eliminado.
     El participante pierde el duelo contra el embajador de la tribu contraria y es eliminado.
Competencia individual (Día 11-23)
     Ganador de Koh Lanta.
     2°.Lugar de Koh Lanta.
     El participante gana la competencia y queda inmune.
     El participante pierde la competencia, pero no es eliminado.
     El participante es eliminado de la competencia.

## Audiencias
| Episodio | Fecha de emisión      | Espectadores | Horario       |
| -------- | --------------------- | ------------ | ------------- |
| 1        | «6 de abril de 2012»  | 7.768.000    | 21:00 - 23:05 |
| 2        | «13 de abril de 2012» | 7.274.000    | 21:00 - 22:40 |
| 3        | «20 de abril de 2012» | 6.687.000    | 21:00 - 22:35 |
| 4        | «27 de abril de 2012» | 7.035.000    | 21:00 - 23:05 |
| 5        | «4 de mayo de 2012»   | 7.268.000    | 21:00 - 22:45 |
| 6        | «11 de mayo de 2012»  | 7.318.000    | 21:00 - 22:30 |
| 7        | «18 de mayo de 2012»  | 7.265.000    | 21:00 - 22:45 |
| 8        | «26 de mayo de 2012»  | 5.156.000    | 21:00 - 22:50 |
| 9        | «1 de junio de 2012»  | 7.105.000    | 21:00 - 22:50 |